# Беліно (Вишковський повіт)
Беліно (пол. Bielino) — село в Польщі, у гміні Жонсьник Вишковського повіту Мазовецького воєводства.
Населення — 205 осіб (2011).
У 1975-1998 роках село належало до Остроленцького воєводства.

## Демографія
Демографічна структура станом на 31 березня 2011 року:
|          | Загалом | Допрацездатний вік | Працездатний вік | Постпрацездатний вік |
| -------- | ------- | ------------------ | ---------------- | -------------------- |
| Чоловіки | 116     | 31                 | 73               | 12                   |
| Жінки    | 89      | 20                 | 50               | 19                   |
| Разом    | 205     | 51                 | 123              | 31                   |